# Castell de Cànoves
El castell de Cànoves és un edifici de Cànoves i Samalús (Vallès Oriental) declarat bé cultural d'interès nacional.

## Descripció
Les ruïnes del castell de Cànoves es troben a la riba esquerra de la riera de Vallfornès. Resten els murs d'una nau orientada de nord-est a sud-oest, que té una longitud d'uns 19 metres i una amplada de 8,20 metres. A la paret millor conservada s'obren tres finestres acabades en un arc rebaixat. Cap al nord-oest s'estén una altra nau, ara unida sense solució de continuïtat a la primera, que té una longitud d'uns 15,5 metres i una amplada d'uns 16 metres. A la banda occidental hi havia un cos sortint, potser una bestorre.
La datació és difícil i segurament té diverses etapes constructives. El tipus d'aparell o de morter d'algunes parets recorda a edificis preromànics mentre que d'altres parets semblen més aviat d'època romànica. Les característiques de les obertures fan pensar que és un edifici de la baixa edat mitjana on, a causa del tipus de material constructiu utilitzat, es copien unes formes d'edificar que recorden les d'èpoques anteriors.

## Història
Al llarg del segle xi, el terme i la parròquia de Cànoves són citats en diversos documents. El lloc el trobem en un document de l'any 1002 i l'església de Sant Muç és documentada des del 1077. Amb tot, les notícies del castell són molt més tardanes. El 1113 és documentat Ramon Guillem de «Canoas» i ja no sabem res més del castell fins al segle xiii quan n'eren senyors la família dels Bell-lloc. Al segle xv el domini del castell passà a la família dels Centelles els quals, més endavant, s'emparentaren amb la família dels Carrós. Amb els esdeveniments de la guerra civil del 1472, la baronia de Cànoves, juntament amb Samalús i Vallcàrquera, passà a altres mans. Tanmateix aquest mateix any 1472, Joan II retornà les propietats als Centellesi el castell de Cànoves passà a mans de Pere Galceran de Cruïlles, fill de Martí Guerau de Cruïlles i Damianeta de Centelles. Posteriorment, els Centelles s'emparentaren amb el llinatge Valencià dels Carrós. El fogatge de 1380 del terme de Cànoves, sense Samalús, era de 32 focs. Durant la primera meitat del segle xvi, el nombre de focs era de 24.